# Веряси
Веря́си (рос. Верясы, ерз. Верясы) — присілок у складі Темниковського району Мордовії, Росія. Входить до складу Русько-Тювеєвського сільського поселення.
Населення — 2 особи (2010; 16 у 2002).
Національний склад (станом на 2002 рік):
- татари — 69 %